# Get Your Wings
Get Your Wings je album rock skupine Aerosmith. Izšel je leta 1974 pri založbi Columbia Records.

## Seznam skladb
1. "Same Old Song and Dance" - 3:53
2. "Lord of the Thighs" 4:14-
3. "Spaced" - 4:21
4. "Woman of the World" - 5:49
5. "S.O.S. (Too Bad)" - 2:51
6. "Train Kept A Rollin'" - 5:33
7. "Seasons of Wither" - 5:38
8. "Pandora's Box" - 5:43